# James Renwick Jr
Pour les articles homonymes, voir Renwick.
James Renwick Jr, né le 11 novembre 1818 à Bloomingdale (en) dans l'État de New York et mort le 23 juin 1895 à New York, est un architecte américain. Il construisit plusieurs bâtiments en style néogothique.

## Biographie
Il a pour cousin le peintre James Renwick Brevoort, qu'il a pour élève au début des années 1850. 

## Réalisations architecturales
- L'église épiscopalienne de la Grâce (Grace Church (en)) à New York.
- Les plans de la cathédrale Saint-Patrick, synthèse élégante des cathédrales de Reims et de Cologne. Le projet lui fut confié en 1858 mais complètement achevé par l'élévation des deux flèches en façade en 1888. L'utilisation de matériaux plus légers que la pierre permet de se passer d'arc-boutant et contreforts extérieurs.
- Renwick illustra aussi son talent à Washington DC avec la construction du siège de la Smithsonian Institution (surnommé « le Château ») et de la Renwick Gallery. Mais ses détracteurs lui reprochent d'avoir rompu l'harmonie architecturale de la capitale en édifiant un ensemble hétéroclite (emprunts byzantins, romans, lombards et ajouts personnels) en briques rouges.
- L'église Saint-Nicolas-de-Myre à Manhattan.

## Galerie

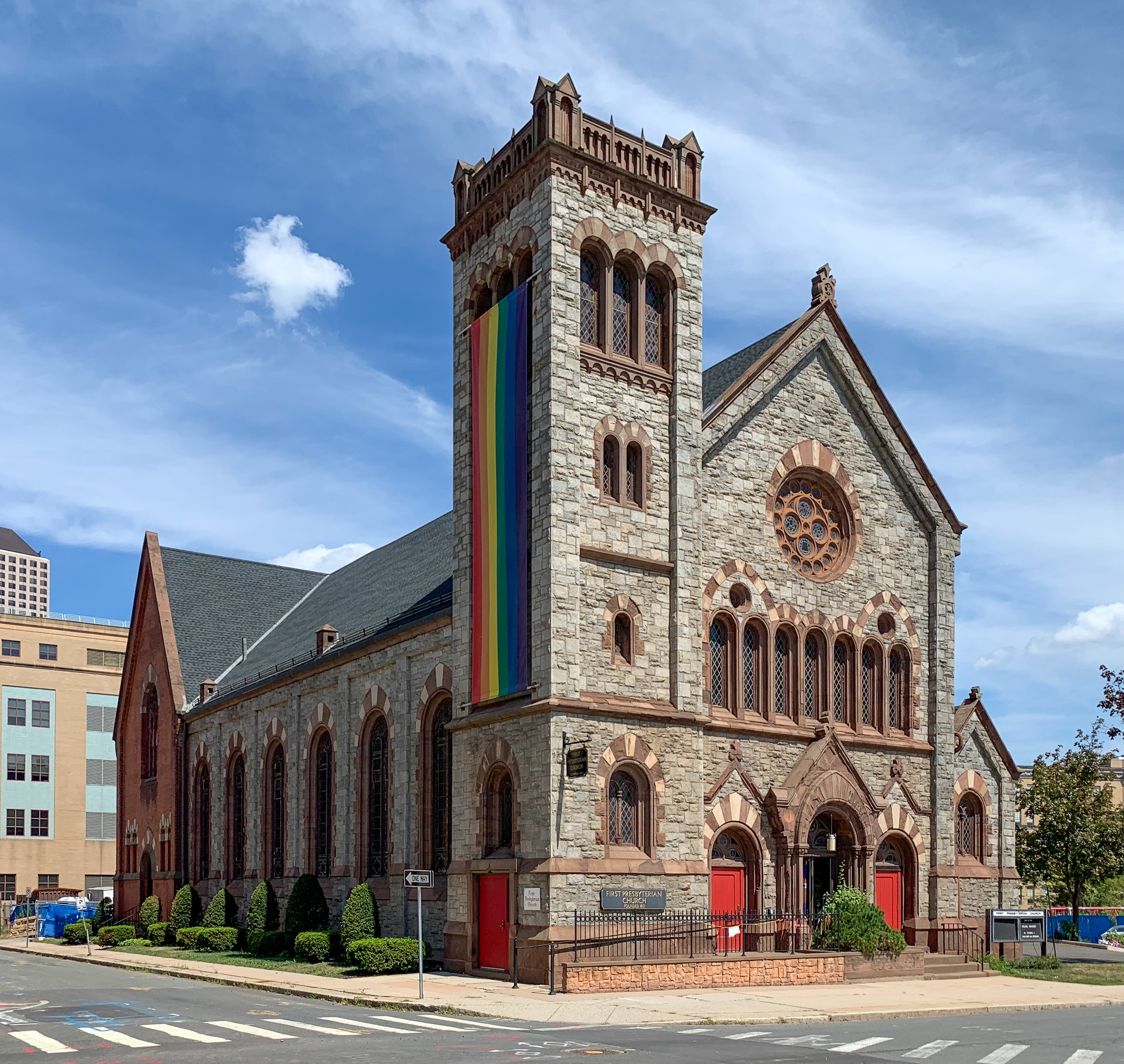
Église presbytérienne de Hartford (Connecticut).
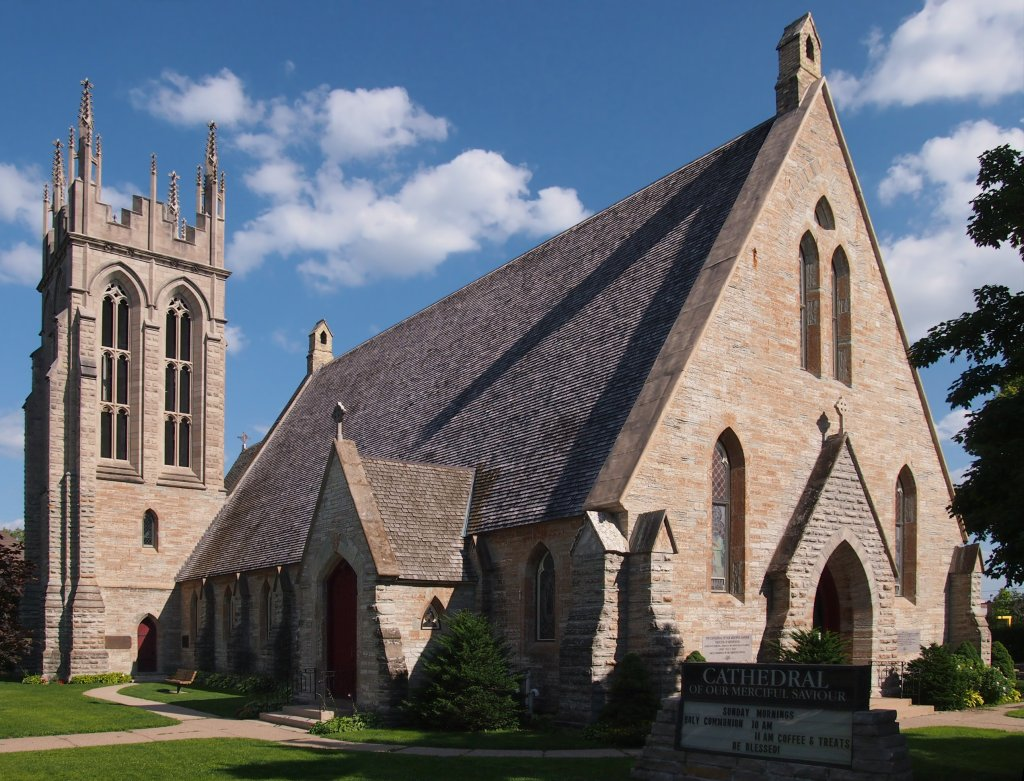
Cathédrale Saint-Sauveur de Faribault (Minnesota).
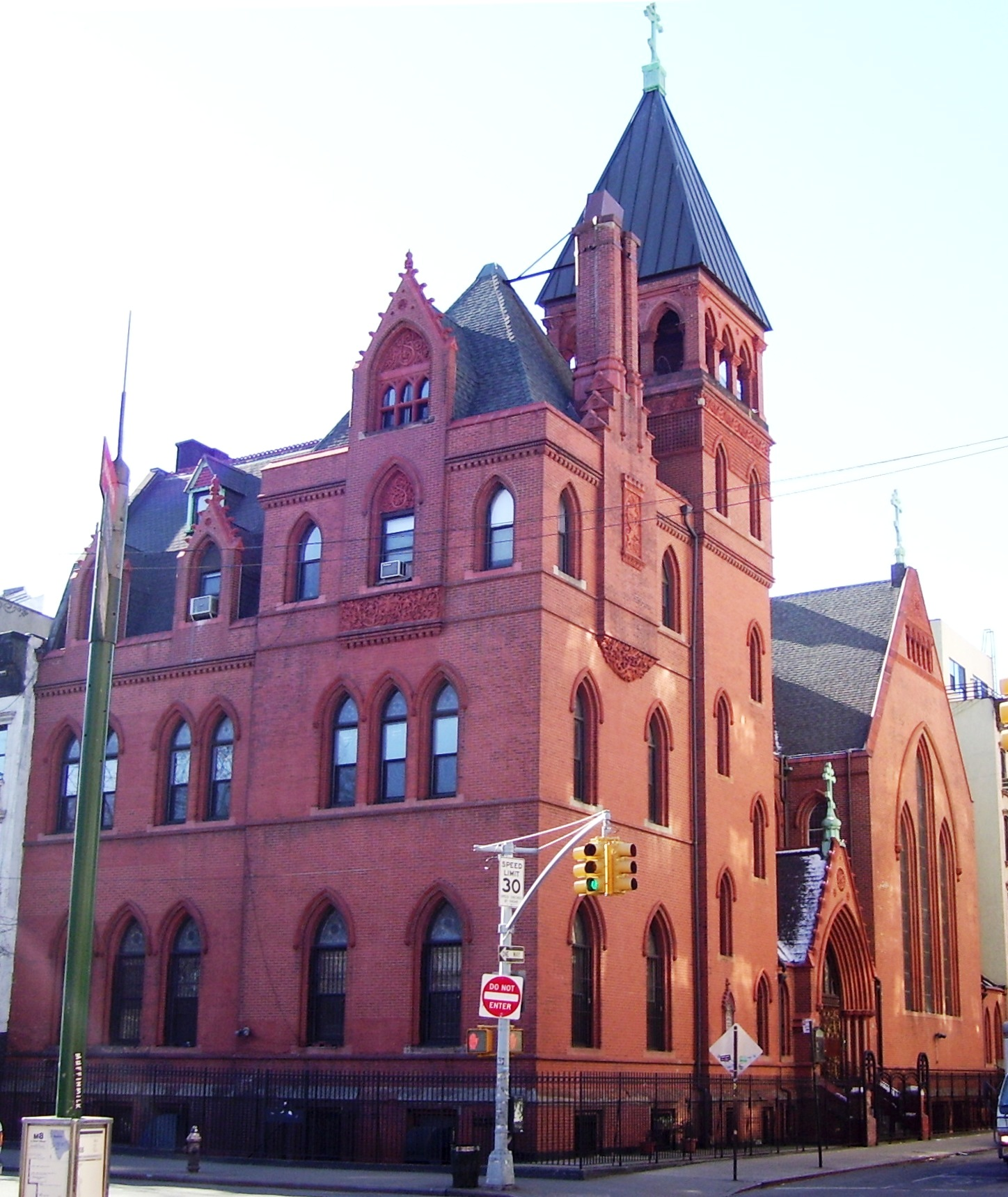
Église Saint-Nicolas-de-Myre.
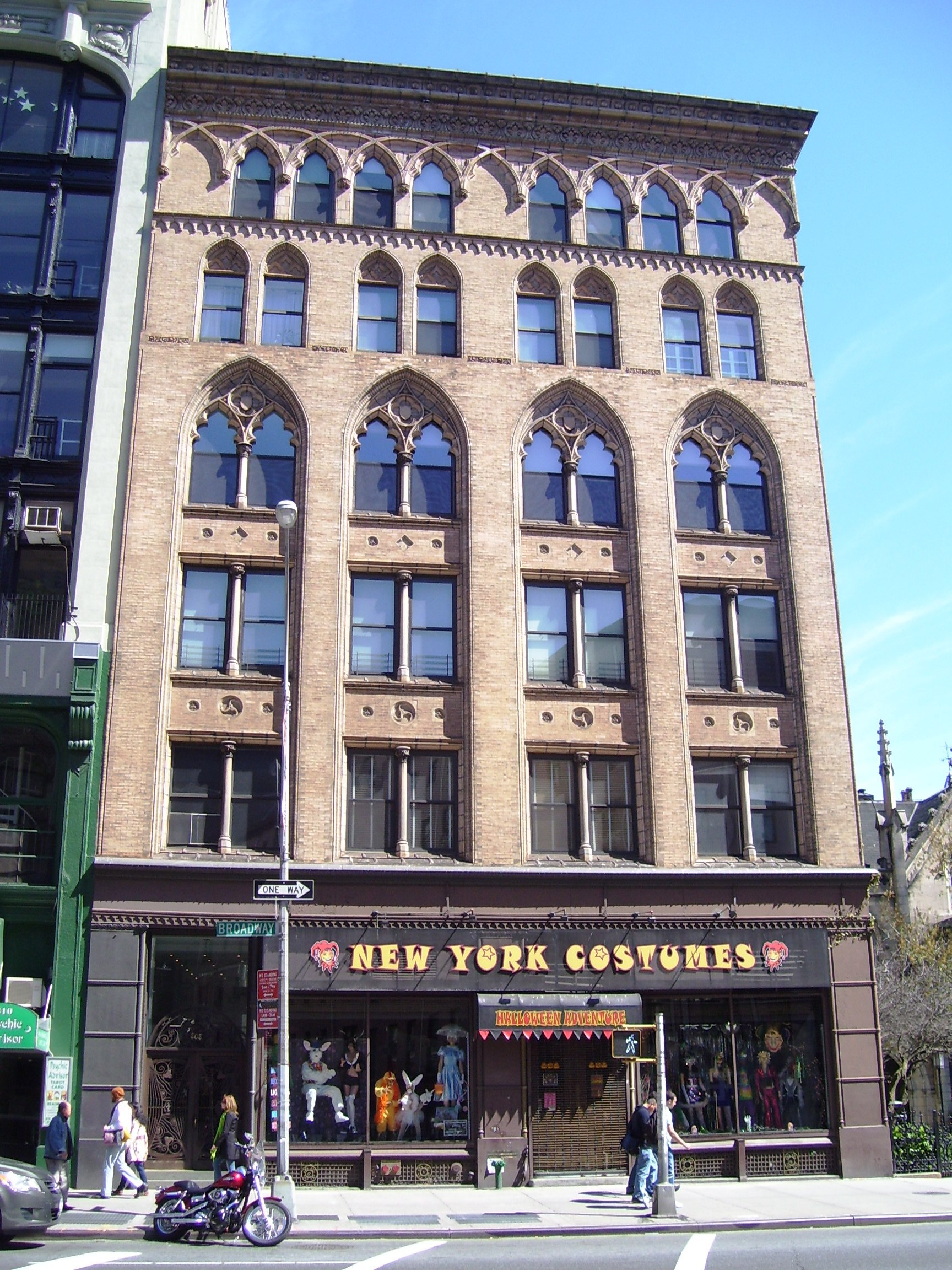
Immeuble au 808 Broadway (New York).
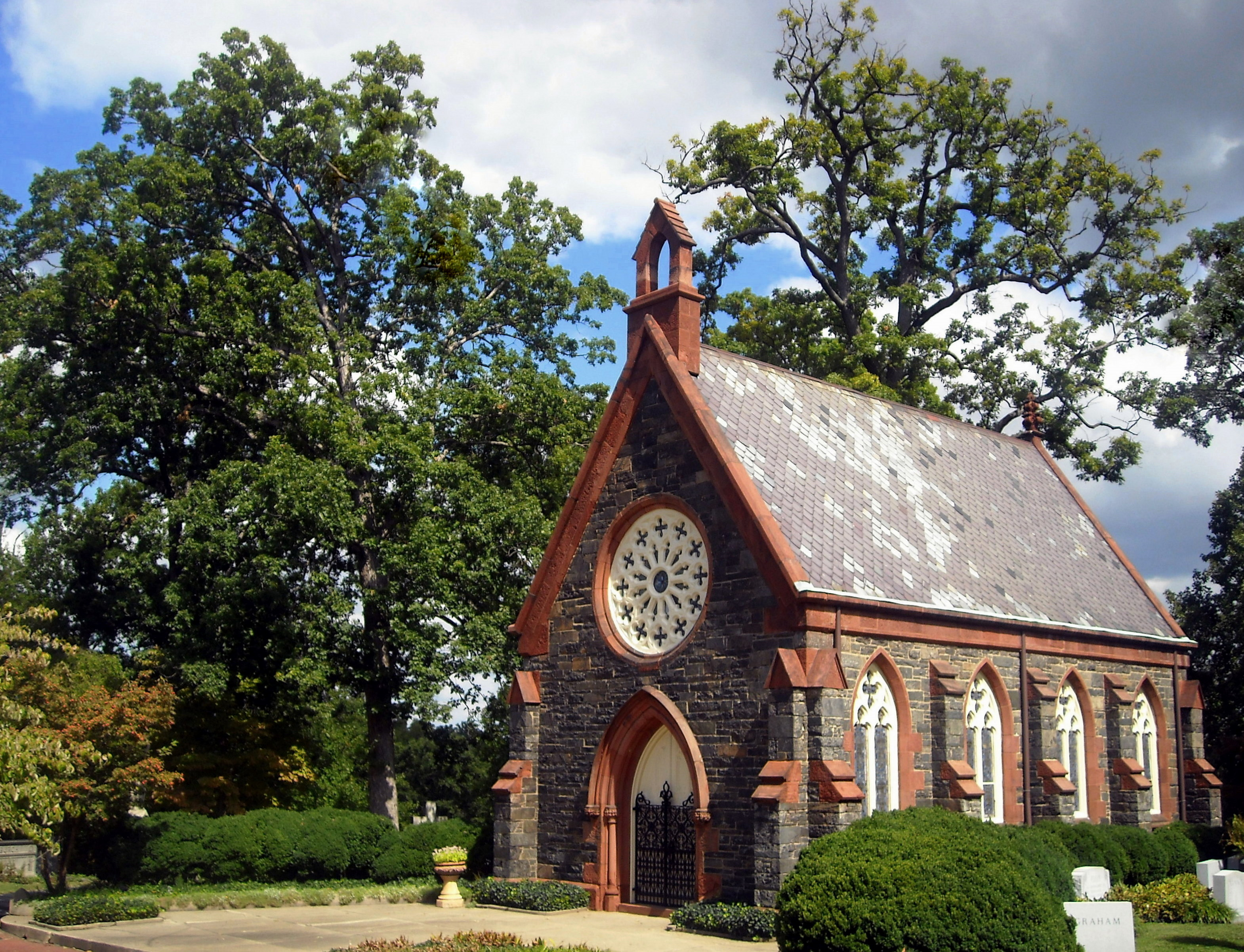
Chapelle du cimetière de Oak Hill (Washington).
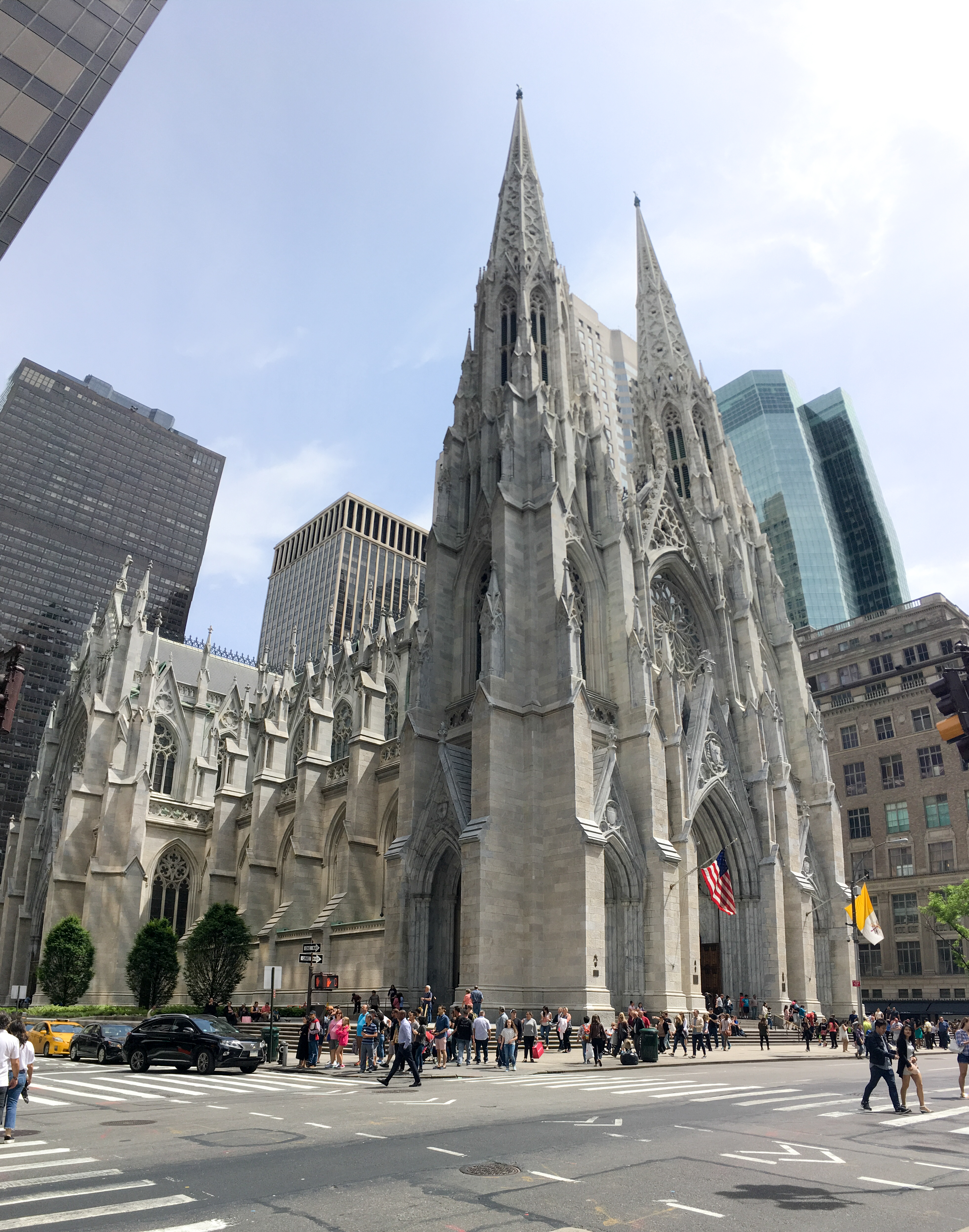
Cathédrale Saint-Patrick de New York.
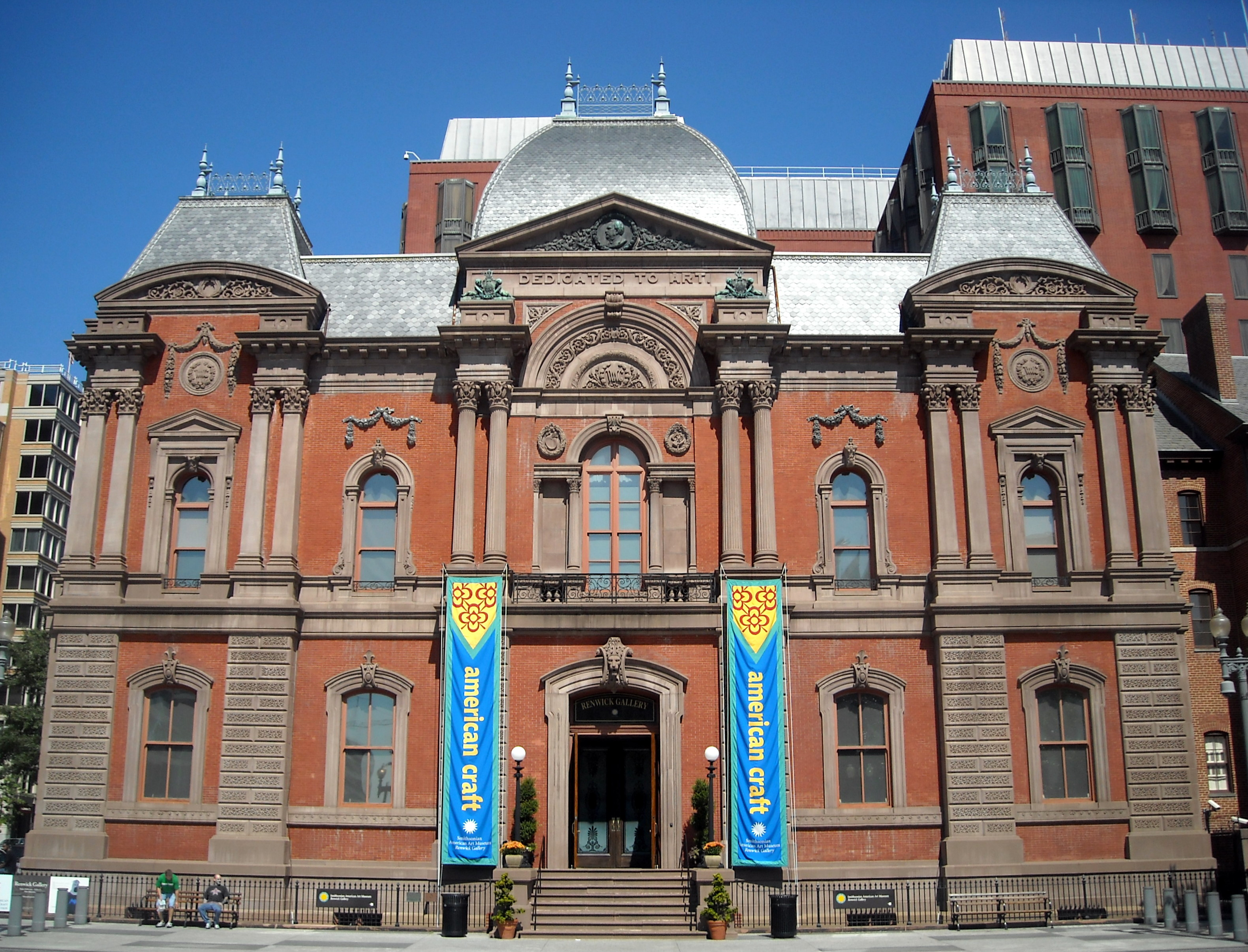
Renwick Gallery (Washington).
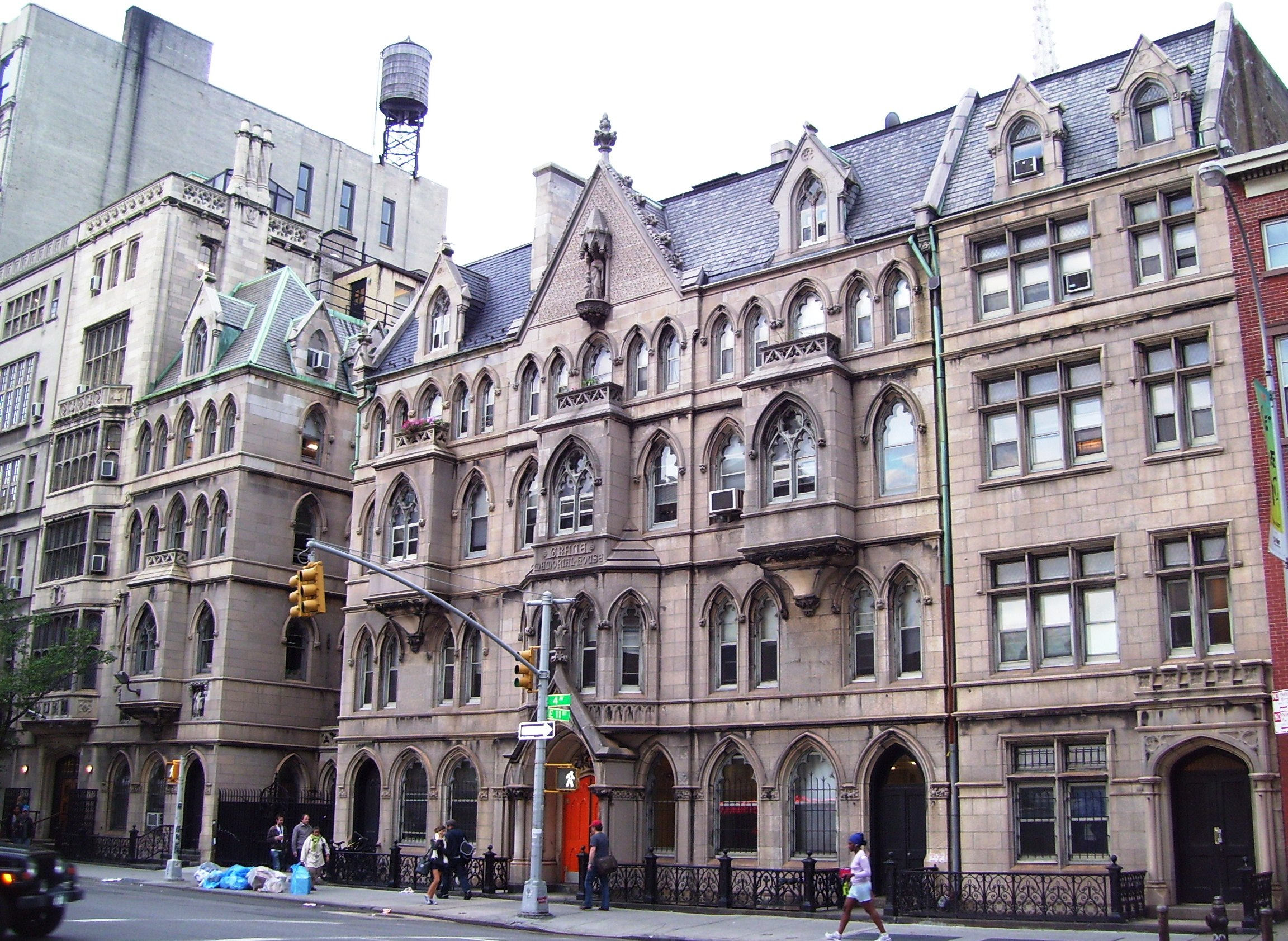
Dépendances (church houses) de l'église de la Grâce.